# Casa Museu del Voltreganès
La Casa Museu del Voltreganès és un museu que es troba al Passeig de Comtes Lacambra núm. 3 de Vinyoles, Masies de Voltregà. Es tracta d'un museu d'història local on es mostren els objectes del dia a dia d'una família d'Osona del segle xix i XX.
Es tracta d'un espai de representació de la vida quotidiana de la població local, en un marc espaciotemporal determinat: dos-cents cinquanta anys de la nostra història – del 1750 al 1950 – als municipis de l'antiga baronia de Voltregà (Sant Hipòlit, Les Masies i Santa Cecília).

## Edifici
La Casa Museu del Voltreganès es traslladà de lloc i de població, Amb motiu de fer-se una escola nova i, per tant, quedar l'espai lliure,es fa la proposta de l'Ajuntament de Les Masies de Voltregà, l'any 2012 i, actualment, el museu està ubicat a l'antiga escola Comtes de Lacabra a Vinyoles, Les Masies de Voltregà.´Aquest edifici va ser finançat per la Comtessa de Lacambra per facilitar l'accés a l'estudi a tota la població de Vinyoles i en especial als fills dels empleats de l'empresa La Farga Lacambra. La inauguració de l'escola va ser feta pel Rei Alfons XIII l'any 1920.
La primera planta l'ocupa el museu-exposició i un primer pis amb un multi espai i despatx d'administració 
Els visitants poden gaudir i descansar en un espai a l'exterior, antic pati d'escola.

## Exposició permanent
L'exposició està dividida en diverses seccions, evocant una casa d'època. La museografia intenta recrear els ambients familiars amb la màxima fidelitat possible.
- L'espai de l'escola: Es pot veure una pissarra, un pupitre antic, l'armari del mestre, llibres (generalment de finals de segle xix i principis del XX), així com una estufa de llenya i carbó per a escalfar-se. Els utensilis per a fer labors posen el focus en l'important canvi social esdevingut no fa tants anys respecte a l'educació de la dona – encara en temps de les nostres mares, a la dona se l'ensenyava a cosir, entre altres aprenentatges considerats propis del seu rol com a futures mares de família i mestresses de casa.

- Seccions temàtiques, que serveixen de nexe entre les diferents estances reproduïdes, on es poden veure joguines clàssiques, estris per a la higiene personal: navalles de barber, alguna de les primeres maquinetes elèctriques d'afaitar, pinces per a arrissar cabells... Planxes, càmeres fotogràfiques, tasses, uns prismàtics que es van utilitzar a les campanyes del Nord d'Àfrica de principis del segle xx... poblen les vitrines al llarg del passadís principal.

- Textos i fotografies: explicatives de la vida i les realitats econòmiques de la comarca, complementats amb objectes, completen el recorregut: les herbes remeieres; la vida a pagès i la indústria tèxtil: l'explotació agrícola de la Plana s'estructurava en minifundis, grups de petites masoveries llogades, propietat d'un mateix amo. Els masovers pagaven a l'arrendador tant amb diners com en espècie. La subsistència del masover i la seva família depenia del producte de la terra i dels animals domèstics.

- La matança del porc hi té un lloc destacat: cada casa solia tenir com a mínim un porc; la matança es feia a tardor, i s'elaboraven embotits i productes que es tractaven de tal manera que, aprofitant l'adient clima de la Plana de Vic, es poguessin conservar amb gran qualitat.

- El treball a pagès, l'home repartia el seu temps entre la feina del camp, el manteniment del bestiar així com el pasturatge. Alguns animals es feien servir per a ajudar amb les tasques més dures del camp – i del bosc (per exemple, recollir llenya). Dedicava a més un temps a la caça, que suposava també una aportació per a la subsistència de la família. – La dona tenia cura dels animals més petits i que servien per a l'alimentació diària i per vendre a mercat a Vic. Els diners obtinguts amb aquesta venda servien per a comprar aliments bàsics com l'arròs, l'oli, roba, sabates, etc. A més, la dona es preocupava de tenir la casa neta, el menjar fet i la roba a punt. La indústria tèxtil, que es comença a imposar tard, a finals del segle xix, significà un veritable canvi social al Voltreganès. La dona es beneficia d'aquest canvi: pot sortir a treballar fora de casa i aporta uns ingressos extra a l'economia familiar, a més de suposar per ella un augment de la seva "autoestima" i "independència" (a priori, perquè la feina de casa s'havia de fer igualment –tanmateix, se sol considerar com una fita).

- Orquestres i grups musicals que van proliferar a Sant Hipòlit fins a la primera meitat del segle passat. Instruments autèntics i fotografies de les orquestres rememoren una època de cert moviment cultural, en què també hi va ésser molt notori el teatre. Novament, es percep un gran contrast amb la situació actual als nostres pobles...

- Estances de la llar tradicional:

El dormitoriespai d'intimitat, "on s'abraçaven els secrets més secrets amb les veritats més absolutes". Es tracta, amb seguretat, d'una de les estances que menys ha variat amb el pas del temps, tot i que, com a tret diferencial, el visitant pot contemplar un espai adjacent amb referències a les arrels cristianes del Voltreganès, que van marcar la vida de la gent
fins a temps recents. Un Crist presidint el capçal del llit, o un reclinatori per a l'oració en són trets remarcables.
La comunaes tracta de l'original de la mateixa casa on se situa el museu. Construïda uns anys més tard que la resta de la planta inferior de l'edifici, roman en el seu estat primigeni, guarnida a més amb els elements que corresponien a l'època recreada. - Inicialment, s'eleva un espai per sobre el corral evitant embrutar-se els peus. Més endavant se substitueix el tir directe per un sifó que canalitza els fluids cap a un pou negre. “Estàs en un lloc on el més covard s'hi pixa i el més valent s'hi caga” (lema de l'anecdotari popular).
MenjadorEra l'estança reservada per a trobades i festes familiars, reunions especials, celebracions...
CuinaEls elements d'aquesta cuina cobrien el període comprès entre 1800 i 1950. La cuina de carbó, el foc a terra, l'escorreplats, plats, coberteria i d'altres objectes donen una idea de conjunt de les cuines d'abans. Espai central de la vida diària era on, a part de menjar, es reunia la família i es parlava. Normalment, al costat de la cuina, hi havia un espai on la dona cosia, planxava la roba que abans s'havia rentat al safareig o al riu – segons si disposaves d'un pou a casa o no – l'aigua per a consum humà, altrament, s'anava a buscar a la font. – El visitant pot observar ambdós elements, pou i safareig.
- Eines, dels diferents oficis a que els homes es dedicaven si no estaven lligats a la pagesia: cistellers, ferrers, esclopers, sabaters, barbers, fusters, serrallers, carreters, paletes, etc. A les famílies nombroses, normalment, el fill segon es dedicava a la vida religiosa, eclesiàstica. El primogènit era l'encarregat de conservar el patrimoni familiar (hereu). - Per altra banda, una referència a les modistes i als sastres del Voltreganès, que van precedir l'arribada del tèxtil i que també suposaren un altre recurs econòmic per a la subsistència de moltes famílies dels nostres pobles.
- La botiga
- Reproducció de la botiga tradicional de poble.
- Petita sala rosa
- Aquest espai serveix per passar audiovisual, fer conferències i exposicions.

### Peces destacades
- Irrigador Éguisier